# Filiera

Afișul original al filmului

Afișul românesc alternativ al filmului

Filiera (în engleză The French Connection) este un film american din 1971 regizat de William Friedkin. Filmul a fost adaptat de Ernest Tidyman după cartea cu același nume a lui Robin Moore. Pelicula spune povestea a doi detectivi new-yorkezi pe nume "Popeye" Doyle și Buddy Russo bazați pe adevărații detectivi la Narcotice, Eddie Egan și Sonny Grosso. Egan și Grosso înșiși apar în film în roluri mici.
Filmul a câștigat Premiul Oscar pentru cel mai bun film, Cel mai bun actor, Cel mai bun regizor, Cel mai bun montaj și Cel mai bun scenariu adaptat. De asemenea a fost nominalizat la categoriile Cel mai bun actor în rol secundar, Cea mai bună imagine și Cel mai bun sunet. Tidyman a primit pentru scenariul său și Premiul Writers Guild of America și Premiul Edgar fiind nominalizat și la Premiul Globul de Aur.
În 2005, filmul a fost selectat în Registrul Național de Film al Statelor Unite de către Biblioteca Congresului ca fiind "semnificativ din punct de vedere cultural, istoric și estetic". 

## Prezentare
Jimmy "Popeye" Doyle și partenerul său Buddy Russo, detectivi new-yorkezi la Brigada Narcotice, încearcă să afle pe ce cale ajunge heroina în Statele Unite. În vizor îl au pe charismaticul Alain Charmer, regele francez al drogurilor, căruia îi parvin mulți bani de pe piața americană.  
Acționând pe baza unui impuls, Popeye și Buddy se apucă să-i urmărească pe Sal Boca și pe soția acestuia, Angie, al căror standard de viață este prea ridicat pentru veniturile lor declarate, iar bănuiala se confirmă. Sal și Angie tocmai trebuie să primească un colet special din Franța...

## Distribuție
- Gene Hackman . . . . . Det. Jimmy 'Popeye' Doyle
- Fernando Rey . . . . . Alain Charnier
- Roy Scheider . . . . . Det. Buddy 'Cloudy' Russo
- Tony Lo Bianco . . . . . Salvatore 'Sal' Boca
- Marcel Bozzuffi . . . . . Pierre Nicoli
- Frédéric de Pasquale . . . . . Henri Devereaux
- Bill Hickman . . . . . Bill Mulderig
- Ann Rebbot . . . . . D-na Marie Charnier
- Harold Gary . . . . . Joel Weinstock
- Arlene Farber . . . . . Angie Boca
- Eddie Egan . . . . . Walt Simonson
- André Ernotte . . . . . La Valle
- Sonny Grosso . . . . . Bill Klein
- Benny Marino . . . . . Lou Boca
- Patrick McDermott . . . . . Howard, chimistul
- Alan Weeks . . . . . Willie Craven
- Andre Trottier . . . . . Wyett Cohn, specialist în arme
- Sheila Ferguson . . . . . The Three Degrees
- Jean Luisi . . . . . detectiv francez

## Premii și nominalizări

### Premiul Oscar
- Premiul Oscar pentru cel mai bun actor - Gene Hackman (câștigat)
- Premiul Oscar pentru cel mai bun regizor - William Friedkin (câștigat)
- Premiul Oscar pentru cel mai bun montaj - Gerald B. Greenberg (câștigat)
- Premiul Oscar pentru cel mai bun film - Philip D'Antoni (câștigat)
- Premiul Oscar pentru cel mai bun scenariu adaptat - Ernest Tidyman (câștigat)
- Premiul Oscar pentru cel mai bun actor în rol secundar - Roy Scheider (nominalizat)
- Premiul Oscar pentru cea mai bună imagine - Owen Roizman (nominalizat)
- Premiul Oscar pentru cel mai bun sunet - Theodore Soderberg, Christopher Newman (nominalizat)

### Premiul BAFTA
- BAFTA pentru cel mai bun actor - Gene Hackman (câștigat)
- BAFTA pentru cel mai bun montaj - Gerald B. Greenberg (câștigat)
- BAFTA pentru cel mai bun regizor - William Friedkin (nominalizat)
- BAFTA pentru cel mai bun film (nominalizat)
- BAFTA pentru cel mai bun sunet - Christopher Newman, Theodore Soderberg (nominalizat)

### Premiul Globul de Aur
- Premiul Globul de Aur pentru cel mai bun regizor - William Friedkin (câștigat)
- Premiul Globul de Aur pentru cel mai bun film (dramă) (câștigat)
- Premiul Globul de Aur pentru cel mai bun actor (dramă) - Gene Hackman (câștigat)
- Premiul Globul de Aur pentru cel mai bun scenariu - Ernest Tidyman (nominalizat)

## Vezi și
- Listă de filme străine până în 1989
- Filiera franceză, continuarea (sequel-ul) acestui film